# Audax Renewables Kft.
Az Audax Renewables Kft. az Audax Renovables S.A. tulajdonában álló nemzetközi Audax cégcsoport magyar tagja, és az ország egyik piacvezető áramszolgáltatója. Országos lefedettséggel mintegy 17 000 kis- és középvállalkozás, 3 000 nagyvállalat és 2 000 közigazgatási intézmény energiaellátásáról gondoskodik. 2022-ben a vállalat a földgázszolgáltatást is elindította üzleti ügyfelek és önkormányzatok számára.
A társaság 2013. december 3-án alakult. 2021. július 1-jén pedig befejezte az E.ON Energiakereskedelmi Kft. felvásárlását, amellyel a magyar versenypiaci villamosenergia-kiskereskedelem mintegy 25%-át szerezte meg.
2024-ben nettó árbevétele meghaladta a 215 milliárd forintot, adózott eredménye pedig több mint 5 milliárd forint volt. Az Audax Renewables jelen van további kilenc európai országban, és nemzetközi szinten több mint 2 500 MW megújuló kapacitást kezel.
Címe: 1139 Budapest, Fiastyúk u. 4-8. Ügyvezető igazgató: dr. Pap Gabriella.
A Coface CEE Top 500 rangsor szerint 2022-ben Magyarország 50. és Közép- és Kelet-Európa 443. legnagyobb forgalmú vállalata.